# ببر تپه
ببر تپه در شهرستان نکا،بخش قره طغان، روستای طوسکلا واقع شده و این اثر در تاریخ ۷ مرداد ۱۳۸۲ با شمارهٔ ثبت ۹۳۴۸ به‌عنوان یکی از آثار ملی ایران به ثبت رسیده است.